# Национальная академия искусства и науки звукозаписи
Национальная академия искусства и науки звукозаписи (англ. National Academy of Recording Arts and Sciences; The National Academy of Recording Arts & Sciences, Inc.; The Recording Academy; NARAS) — музыкальная академия США, основанная в 1957 году и вручающая премии «Грэмми».

## История
Академия звукозаписи была основана в США 28 мая 1957 года и с 1959 ежегодно вручает музыкальные премии Грэмми в более чем 100 категориях всех жанров и направлений. Она объединяет 18 000 членов: музыкантов, продюсеров, звукоинженеров и других работников, связанных с музыкальной индустрией.
С 1993 года штаб-квартира академии размещается в Санта-Монике (Калифорния).
В 1997 году Национальная академия искусства и науки звукозаписи создала отдельную свою тематическую ветвь The Latin Academy of Recording Arts & Sciences, Inc., которая вручает «Latin Grammy Awards» (порт. «Prêmio Grammy Latino»).
В апреле 2019 года академию возглавила генеральный директор некоммерческой организации RED Дебора Дуган.

## Награды
В дополнение к премии Грэмми, Национальная академия звукозаписи вручает и другие награды. Ими отмечается вклад в областях музыкальной индустрии, не охваченных основными категориями премии Грэмми, например:
- Lifetime Achievement Award
- Trustees Award
- Technical GRAMMY Award
- GRAMMY Legend Award
- GRAMMY Hall Of Fame Award

## Структура
В Национальной академии звукозаписи 12 региональных отделений: Атланта, Чикаго, Флорида, Лос-Анджелес, Мемфис, Нэшвил, Нью-Йорк, Pacific Northwest (Сиэтл), Филадельфия, Сан-Франциско, Техас, Вашингтон, D.C.

#### Другие подразделения
- The Producers and Engineers Wing (P&E Wing) — объединяет около 6000 звукоинженеров, продюсеров и технических специалистов.
- The GRAMMY University Network (GRAMMY U) — музыкальное образование и помощь студентам
- MusiCares[4] — филантропическая организация Национальной академии, чья миссия состоит в том, чтобы обеспечить необходимую помощь для людей музыкального сообщества, когда она им потребуется. Услуги Музикэйрса охватывают широкий диапазон финансового, медицинского и личного социального обеспечения.

## Президенты NARAS
- en:C. Michael Greene, в 1988—2002
- en:Neil Portnow, в 2002—2019[5][6]
- Дебора Дуган, в 2019
- Харви Мейсон, мл. с 2019 — и. о.[7]